# Кара-Булак (Баткенский район)
Кара-Булак (кирг. Кара-Булак) — село в Баткенском районе Баткенской области Кыргызстана. Входит в состав Кара-Булакского айылного аймака.

## География
Село расположено в центральной части области, на берегу реки Кара-Булак, на расстоянии приблизительно 11 километров (по прямой) к юго-востоку от города Баткена, административного центра области и района. Абсолютная высота — 1515 метров над уровнем моря.

## Население
Согласно оценочным данным Национального статистического комитета Кыргызской Республики, численность населения села на начало 2023 года составляла 3757 человек.
| год     | 2009 | 2014 | 2015 | 2020 | 2021 | 2023 |
| ------- | ---- | ---- | ---- | ---- | ---- | ---- |
| человек | 2664 | 3206 | 3256 | 3628 | 3725 | 3757 |